# Любовь (телесериал)
«Любовь» (англ. Love) — американский комедийный телесериал, созданный Джаддом Апатоу, Полом Растом и Лесли Арфин. Первый сезон, состоящий из 10 эпизодов, стал доступен 19 февраля 2016 года пользователям интернет видеоплощадки Netflix. Второй сезон из 12 эпизодов был выложен Netflix 10 марта 2017 года, а ещё до его выхода сериал был продлён на третий и финальный сезон, премьера которого состоялась 9 марта 2018 года.

## Сюжет
Хороший парень со Среднего Запада Гас переехал в Лос-Анджелес, поскольку мечтает стать сценаристом. Однако пока он вынужден работать на студии школьным учителем ребёнка-актёра. Гаса из-за его занудности бросила девушка, и ему приходится переехать в непритязательную квартиру. Микки работает продюсером на радиостанции и ведёт беспорядочный образ жизни. После расставания с парнем для экономии она заводит соседку по дому, Берти. Столкновение распсиховавшейся в магазине Микки и зашедшего туда Гаса привело их к дружбе, ведущей, возможно, к чему-то большему.

## В ролях

### В главных ролях
- Гиллиан Джейкобс — Микки Доббс
- Пол Раст — Гас Крёкшанк
- Клаудия О’Доэрти — Берти

### Эпизодические роли
- Бретт Гельман в роли Доктора Грега Колтера
- Джон Росс Бовье в роли Роба
- Дэйв Аллен в роли Аллана
- Стив Бэнос в роли Фрэнка
- Трейси Томс в роли Сьюзан Шерил
- Сет Морис в роли Эвана
- Крис Витаске в роли Криса
- Шанталь Кларет в роли Шона
- Брига Хилан в роли Хейди Макалифф
- Энди Дик в роли Энди
- Дэвид Кинг в роли Вайата
- Милана Вэйнтруб в роли Натали
- Айрис Апатоу в роли Арии
- Шарлин И в роли Кори
- Кайл Кинэйн в роли Эрика
- Керри Кенни в роли Сида
- Джордан Рок в роли Кевина

## Эпизоды
| Сезон | Серии | Серии | Даты показа     | Даты показа     |
| ----- | ----- | ----- | --------------- | --------------- |
| 1     | 10    | 10    | 19 февраля 2016 | 19 февраля 2016 |
| 2     | 12    | 12    | 10 марта 2017   | 10 марта 2017   |
| 3     | 12    | 12    | 9 марта 2018    | 9 марта 2018    |